# Hössna kyrka, väst
Hössna kyrka, väst este o arie protejată (arie specială de conservare — SAC, sit de importanță comunitară — SCI) din Suedia întinsă pe o suprafață de 0,06 ha, integral pe uscat.

## Localizare
Centrul sitului Hössna kyrka, väst este situat la coordonatele 57°49′28″N 13°31′54″E / 57.8245°N 13.5318°E.

## Înființare
Situl Hössna kyrka, väst a fost declarat sit de importanță comunitară în iunie 2001 pentru a proteja un număr necunoscut de specii din flora spontană și fauna sălbatică aflate în arealul zonei. Situl a fost protejat și ca arie specială de conservare în martie 2011.

## Biodiversitate
Situată în ecoregiunea boreală, aria protejată conține 1 habitat natural: Fânețe de joasă altitudine (Alopecurus pratensis, Sanguisorba officinalis).
La baza desemnării sitului se află un număr nedeclarat de specii protejate.